# Zamach w Parku Centralnym
Zamach w Parku Centralnym – zamach bombowy, który miał miejsce 5 września 1980 roku w mieście Gwatemala, stolicy Gwatemali, na Placu Niepodległości, znanym również jako Park Centralny. W wyniku wybuchu samochodu pułapki 7 osób zginęło, a dziesiątki zostało rannych.
Prawdopodobnym celem ataku miało być zniechęcenie Gwatemalczyków do udziału w demonstracji poparcia dla rządu generała Fernanda Romea Lucasa Garcíi, zaplanowanej na niedzielę 7 września w Parku Centralnym. Zamach miał miejsce w czasie wojny domowej w Gwatemali, która trwała w latach 1960–1996. Tego samego dnia w stolicy odnotowano mniejsze eksplozje w budynkach sądu i urzędu finansów publicznych. Żadna grupa nie przyznała się do ataku, ale władze wskazały na skrajnie lewicową grupę Partyzancka Armia Biednych.

## Zamach
Atak przygotowano w dwóch częściach: najpierw, nocą, partyzanci umieścili ładunek wybuchowy w kanale znajdującym się w Parku Centralnym, na rogu Szóstej Ulicy i Szóstej Alei w Strefie 1, przed rogiem, przy którym mieściło się biuro prezydenckie wewnątrz Pałacu Narodowego. Rano partyzanci zaparkowali na tym kanale pojazd, w którym znajdował się znacznie większy ładunek; o 9:35 zdetonowali ładunek wybuchowy, który spowodował większość ofiar śmiertelnych, pozostawiając ciała kilku ofiar poważnie okaleczone. W wyniku eksplozji szczątki ludzkie zostały rozrzucone w promieniu większym niż 70 metrów. W ataku zginęło siedem osób, a dziesiątki zostało rannych.
Po eksplozji siedem pojazdów stanęło w płomieniach. Łącznie w ataku 14 pojazdów zostało zniszczonych, a 27 uszkodzonych. Eksplozja wywołała wstrząs w kilku budynkach i wybiła w nich szyby, w tym w Pałacu Narodowym. Żadna grupa nie przyznała się do przeprowadzenia zamachu bombowego, jednak władze wskazały na Partyzancką Armię Biednych jako odpowiedzialną za atak. Według władz i mediów, zamach bombowy miał odwieść ludność od udziału w masowej demonstracji zwołanej przez rząd ówczesnego prezydenta Lucasa Garcíi.

### Powiązane ataki
Tego samego dnia zgłoszono dwie niewielkie eksplozje w budynkach sądu oraz urzędu finansów publicznych, powodując nieznaczne szkody materialne, bez ofiar w ludziach. Niewielki ładunek eksplodował również w pobliżu budynku czasopisma „Prensa Libre”, nie powodując szkód. Dwa dni później władze zorganizowały marsz antykomunistyczny, w którym tysiące pracowników sektora publicznego zostało zmuszonych do wzięcia udziału wbrew swojej woli.
Wieczorem 5 września zgłoszono kolejne eksplozje w trzech firmach zajmujących się transportem międzymiastowym. W wyniku ataków zginął jeden mechanik, cztery osoby zostały ranne, a także kilka pojazdów zostało zniszczonych.

## Śledztwo
Według władz w samochodzie znajdowało się 20 lasek dynamitu, natomiast według eksperta badającego sprawę ładunek wybuchowy miał wagę około 500 funtów (około 227 kilogramów). Pomimo powagi ataku, w kolejnych tygodniach nie dokonano żadnych aresztowań, co pozostawiło tę sprawę otwartą na kilka dekad. We wrześniu 2017 roku miała miejsce premiera filmu Kennetha Mullera „Septiembre, un llanto en silencio” którego fabuła rozgrywa się 5 września 1980 roku, czyli w dniu, w którym doszło do ataków.
Dopiero 3 maja 2023 roku Gustavo Meoño Brenner, były partyzant Partyzanckiej Armii Biednych i były dyrektor Archiwum Historycznego Policji, został oskarżony o udział w ataku. W związku z oskarżeniem został wydany nakaz jego natychmiastowego aresztowania.